# Xeromys myoides
Genre
Espèce
Répartition géographique
- Xeromys myoides
- Hydromys chrysogaster
- Hydromys spp.

Statut de conservation UICN

 VU B2ab(ii,iii) : Vulnérable
Statut CITES
Le Faux rat d'eau (Xeromys myoides) est la seule espèce du genre Xeromys. C'est un rongeur de la sous-famille des Murinés d'une espèce considérée comme vulnérable par l'UICN.

### GenreXeromys
- (en) Mammal Species of the World (3e  éd., 2005) : Xeromys Thomas, 1889
- (en) Catalogue of Life : Xeromys Thomas, 1889 (consulté le 11 décembre 2020)
- (en) CITES : Xeromys myoides Thomas, 1889  (+ répartition sur Species+) (consulté le 5 juin 2015)
- (fr + en) ITIS : Xeromys  Thomas, 1889
- (en) Animal Diversity Web : Xeromys
- (en) NCBI : Xeromys (taxons inclus)
- (en) UICN : taxon  Xeromys  (consulté le 6 janvier 2023)
- (fr + en) CITES : genre Xeromys (sur le site de l’UNEP-WCMC)

### EspèceXeromys myoides
- (en) Mammal Species of the World (3e  éd., 2005) : Xeromys myoides Thomas, 1889
- (en) Catalogue of Life : Xeromys myoides Thomas, 1889 (consulté le 15 décembre 2020)
- (fr + en) ITIS : Xeromys myoides  Thomas, 1889
- (en) Animal Diversity Web : Xeromys myoides
- (en) NCBI : Xeromys myoides (taxons inclus)
- (en) UICN : espèce Xeromys myoides Thomas, 1889 (consulté le 5 juin 2015)
- (fr) CITES : taxon  Xeromys myoides (sur le site du ministère français de l'Écologie) (consulté le 5 juin 2015)